# Robert Peters
Robert Peters (nascido em 15 de novembro de 1970) é um ex-ciclista antiguano.

## Olimpíadas
Participou, representando Antígua e Barbuda, dos Jogos Olímpicos de Verão de 1992 nas modalidades do ciclismo de estrada e pista.